# Escadron de transport 1/62 Vercors
 (novembre 2024).
Si vous disposez d'ouvrages ou d'articles de référence ou si vous connaissez des sites web de qualité traitant du thème abordé ici, merci de compléter l'article en donnant les références utiles à sa vérifiabilité et en les liant à la section « Notes et références ».
 (mars 2023).
La mise en forme du texte ne suit pas les recommandations de Wikipédia : il faut le « wikifier ».
Les points d'amélioration suivants sont les cas les plus fréquents. Le détail des points à revoir est peut-être précisé sur la page de discussion.
- Les titres sont pré-formatés par le logiciel. Ils ne sont ni en capitales, ni en gras.
- Le texte ne doit pas être écrit en capitales (les noms de famille non plus), ni en gras, ni en italique, ni en « petit »…
- Le gras n'est utilisé que pour surligner le titre de l'article dans l'introduction, une seule fois.
- L'italique est rarement utilisé : mots en langue étrangère, titres d'œuvres, noms de bateaux, etc.
- Les citations ne sont pas en italique mais en corps de texte normal. Elles sont entourées par des guillemets français : « et ».
- Les listes à puces sont à éviter, des paragraphes rédigés étant largement préférés. Les tableaux sont à réserver à la présentation de données structurées (résultats, etc.).
- Les appels de note de bas de page (petits chiffres en exposant, introduits par l'outil «  Source ») sont à placer entre la fin de phrase et le point final[comme ça].
- Les liens internes (vers d'autres articles de Wikipédia) sont à choisir avec parcimonie. Créez des liens vers des articles approfondissant le sujet. Les termes génériques sans rapport avec le sujet sont à éviter, ainsi que les répétitions de liens vers un même terme.
- Les liens externes sont à placer uniquement dans une section « Liens externes », à la fin de l'article. Ces liens sont à choisir avec parcimonie suivant les règles définies. Si un lien sert de source à l'article, son insertion dans le texte est à faire par les notes de bas de page.
- La présentation des références doit suivre les conventions bibliographiques. Il est recommandé d'utiliser les modèles {{Ouvrage}}, {{Chapitre}}, {{Article}}, {{Lien web}} et/ou {{Bibliographie}}. Le mode d'édition visuel peut mettre en forme automatiquement les références.
- Insérer une infobox (cadre d'informations à droite) n'est pas obligatoire pour parachever la mise en page.

Pour une aide détaillée, merci de consulter Aide:Wikification.
Si vous pensez que ces points ont été résolus, vous pouvez retirer ce bandeau et améliorer la mise en forme d'un autre article.
L'escadron de transport 1/62 Vercors est une unité d’avions de transport de l'armée de l'air française équipée de CASA CN-235,-200M et -300M. Il est stationné sur la base aérienne 105 Évreux-Fauville,,.
Faisant historiquement partie de la 62e escadre de transport, il est actuellement rattaché à la 64e escadre de transport. L’Histoire de l’escadron de transport Vercors remonte au temps de hélices. Il est en effet composé de trois escadrilles dont la création remonte à la Première Guerre Mondiale : la SAL 8, la SPA bi55 et la SPA bi2. Chacune d’elles s’étant illustrée dans les conflits auxquels la France a pris part, elles ont contribué à la réputation légendaire des avions tels que le SPAD XI, le Potez 25, l’AAC Toucan (Ju 52) ou encore le Nord 2501.
Le « Vercors » détient la garde des traditions et du patrimoine des unités dont il est l’héritier et depuis 1999 du personnel de l’escadron portent la fourragère aux couleurs de la médaille militaire avec olive des théâtres d’opérations extérieures.

## Histoire
L’escadron que nous connaissons aujourd’hui possède une très grande histoire. En effet, les traditions de ses escadrilles sont plus que centenaires ; la SAL 8 et la SPA Bi 2 ont été constituées en 1912 suivis par la SPA Bi 55 en 1915. Spécialisées dans les missions d’observation, de reconnaissance et de bombardement, elles sont maintes fois récompensées pour les résultats et la bravoure de ses pilotes.
À la fin de la Première Guerre Mondiale, elles intègrent le 37e régiment d’aviation d’observation à Rabat au Maroc. Elles participent aux opérations durant la guerre du Rif puis intègrent d’autres groupes, en restant toujours au Maghreb. C’est en 1937 que l’appellation 1/62 apparaît, lorsque les escadrilles sont regroupées au sein de la 62e escadre de bombardement.
Après-guerre, les groupes de bombardement sont réorganisés et transformés en Groupes de Transport. Ainsi, le GT 1/62 Algérie reprend les traditions du GB 1/62 et s’installe à Maison-Blanche. En 1949 la 62e escadre de transport est dissoute, l’Algérie reste la seule unité à porter le code mécanographique « 62 ». Finalement, en 1963, le groupe devient le 01.062 « Vercors » et reprend son insigne historique avec la croix de Lorraine et le lévrier bondissant. Puis en 1986, le Vercors est dissout lors du retrait des Nord 2501.
Pour son réveil, le 28 septembre 1993, l’escadron de transport Léger « Vercors » reprend son numéro mécanographique 01.062. Doté de Casa 235-100 il rejoint la base aérienne de Creil et en 1996 il devient escadron de transport 1/62. Il est transféré à Evreux en juillet 2016,, au sein de la 64e escadre de transport où il est autorisé à conserver son nom en raison de son glorieux passé. Aujourd’hui encore, les membres de l’escadron sont fiers de faire perdurer ces traditions. La riche histoire du 01.062 se poursuit grâce à sa grande contribution dans l’opération Barkhane et son rayonnement sur les territoires d’Outre-Mer.
En 1993, l’escadron est doté des premiers CASA CN-235 de l’Armée de l’Air dans le but d’effectuer une transition douce entre le retrait du Transall et la mise en service de l’A400M. Il sera finalement largement exploité et déployé dans les territoires d’Outre-Mer et les théâtres d’opérations. En 2016, l’escadron s’installe à Evreux sur la BA105 « Commandant Viot » au sein de la 64e escadre de transport.
Le CASA effectue des missions au profit de la BAAP (Brigade aérienne d'assaut et de projection) et de la RLA sous le contrôle de l’EATC (European Air Transport Command). Il est spécialisé dans le transport logistique à moyen rayon d’action. Ses missions sont variées : soutien des forces, évacuations sanitaires, appui des forces (aérolargage, avitaillement) et désengagement. Il peut aussi être employé pour le transport d’autorités gouvernementales.  Il sert à l’entraînement du personnel à l’action dans un cadre tactique.

## Escadrilles
- SPA Bi 2[1]
- SPA Bi 55[1]
- SAL 8[1]

## Bases
- De 1963 à 1978 : base aérienne 112 de Reims
- De 1978 à 1986 : base aérienne 101 Toulouse-Francazal
- De 1993 à 2016 : base aérienne 110 Creil[1],[2]
- Depuis juillet 2016 : base aérienne 105 Évreux-Fauville[3],[1]

## Appareils
- Depuis 2013 : CASA CN-235-300M

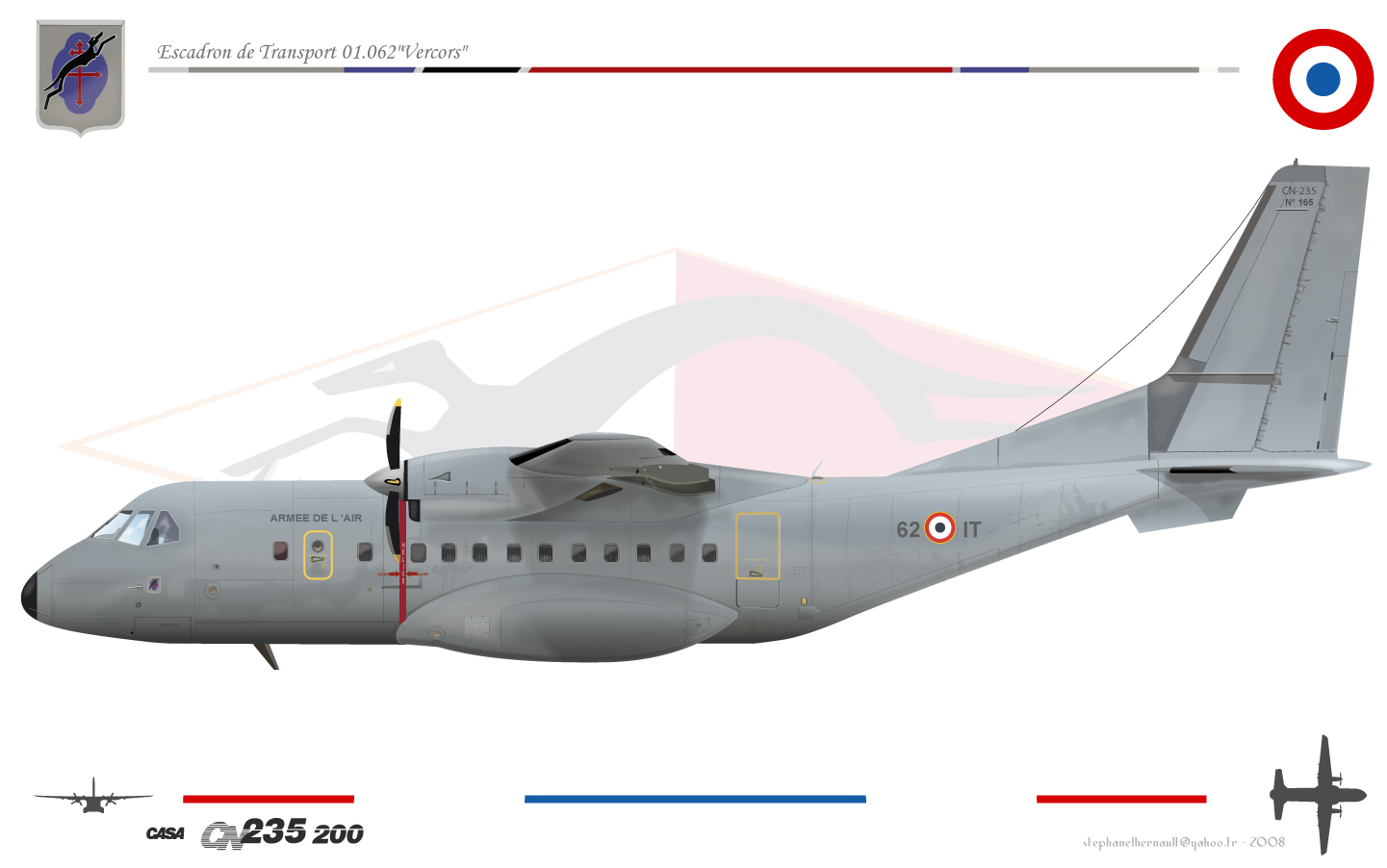
Casa CN 235-20

- À partir de 1993 : CASA CN-235-200M[1]
- 1993 - 1999 : AS 555 FENNEC
- 1994 - 1999 : TWIN OTTER[1]
- 1955 - 1986 : N2501 NORATLAS[1]
- 1954 - 1955 : C47 Douglas
- 1945 - 1954 : AAC Toucan (Ju 52)
- 1940 - 1943 : Glenn Martin
- 1937 - 1940 : Léo 213 et Potez 25

## Historique

### Première Guerre mondiale.
- 10 décembre 1912 : Création de l’escadrille MF 8.
- 3 mars 1915 : Création de l’escadrille MF 55.
- 1916 : La MF 8 devient F 8.
- avril 1916 : La MF 55 devient F 55.
- juillet 1917 : La F 55 devient AR 55. Son insigne représente un losange horizontal rouge et blanc qui reprend l’aiguille de la boussole qui équipe les nouveaux Dorand AR 1 de l’unité et illustre la devise de l’escadrille : « ne jamais perdre le nord et aller droit au but ».
- Fin 1917 : L’AR 55 devient SOP 55.
- octobre 1917 : La F 8 devient AR 8.
- 15 février 1918 : L’AR 8 devient SAL 8.
- 6 juin 1918 : La SOP 55 devient SPAbi 55.

### Le Groupe de bombardement du Maroc (1918-1921).
- avril 1919 : La SAL 8 et la SPAbi 55 sont rattachées au Groupe d’escadrilles marocaines.
- août 1919 : La SPAbi 55 s’installe à Arbaoua.
- septembre 1919 : La SAL 8 s’installe à Meknès.
- 1er janvier 1920 : La SAL 8 est 2e escadrille du 7e RA, la SPAbi 55 est 1re escadrille du 7e RO. Elles font partie du 1er Groupe du 7e RO (3 escadrilles).
- 1er août 1920 : La SAL 8 est 8e escadrille du 37e RA (8/37) ; la SPAbi 55 est 7e escadrille du 37e RAO (7/37). Elles font partie du 4e Groupe du 37e RAO (4/37).
- 1920 : Le groupe participe aux opérations sur Taka Ichane.

### Le Groupe 4/37 (1921-1934).
- 1921 : L’aviation du Maroc prend son nom de 37e RA et est constituée de 10 escadrilles (dont les 7e et 8e stationnées à Meknès).
- 31 janvier 1921 : La 8e escadrille (SAL 8) du 37e RA reçoit une citation à l’ordre de l’armée (ordre général no 232) pour sa participation aux opérations dans la région de Guelmous (décembre 1919 – janvier 1920), en pays Zaian (avril-mai 1920), de Taza (juin-août 1920) et Ouezzan (septembre-octobre 1920). À ce titre, elle reçoit la Croix de guerre des TOE.
- 1921/1923 : Le 4/37 participe aux opérations vers la haute Moulouya.
- 29 décembre 1923 : Le 4e Groupe du 37e RA reçoit une citation à l’ordre des troupes d’occupation du Maroc (ordre général no 437) pour les opérations auxquelles il a pris part en 1922 et 1923 (Moyen Atlas). La Croix de guerre des TOE est décernée au Groupe 4/37.
- 18 février 1924 : Le 37e RA reçoit une citation à l’ordre des troupes d’occupation du Maroc (ordre général no 449) notamment pour la participation de ses escadrilles aux opérations de pacification du Maroc.
- 30 juillet 1924 : Par ordre général no 49, le général de Chambrun, commandant la région de Fez adresses ses félicitations aux 7e et 8e escadrilles du 37e RA.
- 1924/1926 : Le 4/37 participe aux opérations de la guerre du Rif.
- 17 janvier 1926 : Le 37e RA reçoit une citation à l’ordre de l’armée (ordre général no 274) notamment pour la participation des escadrilles 7 et 8 dans la défense du Maroc et la répression de l’agression rifaine de juillet 1925 à janvier 1926.
- 20 janvier 1930 : Le Groupe provisoire de Rich (37e RA), composé notamment des 7e et 8e escadrilles, reçoit une citation à l’ordre de l’armée (ordre général no 8050/TOE) pour sa participation aux opérations dans la région d’Ait Yacoub (juin 1929).
- 1931/1935 : Le 4/37 assure la police et la sécurité des confins algéro-marocains dans le Tafilalet (reconnaissances, bombardements).
- 5/8 août 1933 : Bataille du Kerdous.
- 9 septembre 1933 : La pacification du Grand Atlas est achevée.
- 18 mars 1934 : Fin des opérations à Bou Izakarne. Défilé de 46 avions du Régiment.
- avril 1934 : Fin de la campagne du Maroc.

### Le1erGroupe de la2eescadre du Nord-Marocain (1934-1937).
- 31 décembre 1934 : Les RA étant transformés en escadres, le 37e RA, servant en TOE, devient par DM, la 37e demi-brigade stationnée au Maroc. Elle comprend la 2e escadre du Nord Marocain de Meknès et la 3e escadre du Sud Marocain de Marrakech. La 2e escadre est constituée de la SPA 55 (1re escadrille) et de la SAL 8 (2e escadrille) qui forment le 1er Groupe (le 2e Groupe est formé l’escadrille 551 et de la SAL 105).
- Fin 1936 : Dissolution de la 37e ½ Brigade.

### Le1erGroupe de la62eEscadre (janvier 1937 – avril 1940).
- 1er janvier 1937 :  Création de la 62e Escadre par DM no 236 du 22 novembre 1936. Elle est constituée de deux groupes (1/62 et 2/62) composés des 4 escadrilles de l’ex-2e Escadre Nord Marocain. Le 1er groupe prend le nom de Groupe de bombardement (GB) 1/62.
- 23 août 1939 : Ordre de mise sur pied transmis par l’Escadre.
- 23/26 août 1939 : Chargement des avions et de l’échelon roulant.
- 28 août/2 septembre 1939 : Préparatifs de départ du Groupe pour Blida.

### Seconde Guerre mondiale.
- 3 septembre 1939 : Le GB 1/62 quitte Meknès pour Blida.
- 17 décembre 1939 : La 1re escadrille débute sa transformation sur G.445 Goéland.
- 29 janvier 1940 : Une escadrille d’expérimentation  est créée à Casablanca pour les essais et la mise au point du matériel américain Glenn Martin et DB 7. Une partie du personnel du Groupe est détachée à cette escadrille.
- mars 1940 : Perception du 1er GM.
- 6 avril 1940 : Dissolution de la 62e Escadre. Ses deux groupes 1/62 et 2/62 demeurent et font partie du Groupement de bombardement léger no 1 (Colonel Baston) qui réunit les groupes 1/62, 2/62, 1/63 et 2/63 (sur Glenn martin) et les groupes 1/19, 2/19, 1/61 et 2/61 (sur DB 7).
- 22 avril 1940 : Le Groupe est prêt, entièrement équipé.
- 23 avril 1940 :  Pise d’armes. Le Lcl Pennes, commandant de l’escadre, vient, à l’occasion de la dissolution de celle-ci, remettre son drapeau au Groupe 1/62 qui le confiera ensuite au 2/62.
- 29 avril/1er mai 1940 :Transfert du Groupe sur Oran (13 avions).
- 01/6 mai 1940 : Le groupe est transféré en France.
- 25 mai 1940 : 1re mission de guerre du groupe : reconnaissance et bombardement de la région d’Abbeville (3 GM engagés).
- 26 mai 1940 : 2de mission du groupe : bombardement de la route d’Amiens à Doullens (6 GM engagés). Au cours de cette mission, deux GM sont abattus (no 39 et no 89 : 3 morts).
- 28 mai 1940 : 3e mission du groupe (carrefour de routes au nord d’Amiens). 4 GM engagés.
- 30 mai 1940 : 4e mission du groupe (bombardement de convois et d’engins dans la région d’Abbeville). 4 GM engagés.
- 31 mai 1940 : 5e mission du groupe (bombardement de colonnes et convois allemands au nord d’Abbeville). 4 GM engagés. Le no 37 est abattu. L’Adj Jourdon, mitrailleur à bord du no 113, abat un Me 109.
- 2 juin 1940 : Le groupe perçoit 1 nouveau GM ce qui porte à 10 le nombre d’avions disponibles.
- 4 juin 1940 : Perception d’un nouveau GM.
- 5 juin 1940 : 6e mission du groupe (bombardement de colonnes et convois dans la région de Chaulnes et Péronne). 4 GM engagés. Le no 74 est abattu.
- 6 juin 1940 : 7e mission du groupe (bombardement région de Péronne). 4 GM engagés. Le no 147 est abattu (3 morts ?).
- 7 juin 1940 : 8e mission du groupe (bombardement de convois dans la région de Roye). 3 GM engagés.
- 8 juin 1940 : 9e mission du groupe (bombardement de convois et colonnes motorisées sur la route de Dandeauville à Goncourt). 2 GM engagés. 10e mission du groupe (région de Gisors). 4 GM engagés.
- 12 juin 1940 : L’Italie déclare la guerre à la France et à la GB. Le no 161 est perdu lors d’une mission entre Dormans et Reims.
- 13 juin 1940 : Préparatifs de repli sur l’AFN (Afrique française du Nord). Le groupe est désigné pour intervenir en Italie.
- 14 juin 1940 : Mouvement sur Cognac puis Lézignan à destination d’Oran.
- 22 juin 1940 : 1re mission du groupe en Italie : bombardement du port, des docks et des casernes de Trapani (Sicile). 6 GM engagés.
- 23 juin 1940 : 2de mission en Italie : bombardement des centres militaires de Palerme. 4 GM engagés.

Bilan du groupe (25 mai – 23 juin 1940) : 22 missions de guerre. 5 avions du groupe descendus, 10 endommagés. 1 victoire. 7 morts. 
- 27 juin 1940 :  Le groupe est désarmé sur le terrain de Canrobert.
- 3 juillet 1940 : À la suite de l’intervention britannique à Mers el-Kébir, les avions sont réarmés.
- 5 juillet 1940 : Le groupe repart vers Meknès.
- 7 juillet 1940 : Le groupe se reconstitue à Meknès.
- 12 juillet 1940 : Le groupe reçoit l’ordre de rallier l’AOF (Afrique-Occidentale française).
- 13/15 juillet 1940 : Transfert du groupe sur Dakar.
- 17 juillet 1940 : Le 1/62 détaché aux Forces aériennes en AOF est affecté à la base aérienne de Thiès par DM no 3146-1/EMGFA du 23 juillet 1940. Le personnel restant à Meknès forme au détachement sous les ordres du Ltt Robert.
- 16 septembre 1940 : e groupe est en alerte pour la défense de Dakar contre les navires anglais prétendant interdire l’accès du port à 3 croiseurs français navigant au large.
- 20 septembre 1940 : Alerte.
- 23 septembre 1940 : Alerte. Une escadre britannique (avec porte-avions Hermès et Ark Royal) cherche à occuper Dakar. Devant le refus du gouverneur général Boisson, l’escadre ouvre le feu sur la ville et les bâtiments français mouillant dans le port. Dans son bulletin de renseignements no 1, le général Gama, commandant l’air en AOF déclare vouloir résister aux Anglais et aux dissidents de Londres. Le GM no 10 effectue une mission de reconnaissance en mer et de recherche de navires assaillants.
- 24 septembre 1940 : Alerte. Bombardements de navires anglais au large de Rufisque et à 40 km du Cap Mauriel par le GM no 91. Dans la nuit, deux tentatives de débarquement ont lieu repoussées par l’armée de terre.
- 25 septembre 1940 : Bombardements de navires anglais au large de Dakar (GM no 91).
- 26 septembre 1940 : Les forces britanniques renoncent à prendre Dakar.
- 27 septembre 1940 : Missions de reconnaissance sur Bathurst (Gambie) (GM no 129) et sur Freetown (Sierre Leone) (GM no 110).
- 30 septembre 1940 : Transfert sur Bamako. Dissolution du détachement de Meknès.
- 20 octobre 1940 : Un télégramme du commandant de l’air à Dakar ordonne au groupe de mettre en route 3 GM sur Niamey-Cotonou-Libreville et mis à la disposition du commandement militaire pour une éventuelle intervention dans les opérations au Gabon.
- 22 octobre 1940 : Départ pour le Gabon des trois équipages commandés par le Ltt Selva.
- 25 octobre 1940 : Arrivée à Libreville des GM no 110 et 109.
- 29 octobre 1940 : Le GM no 10 arrive à Libreville.
- 25/31 octobre 1940 : Les 3 GM effectuent 3 missions de bombardement et 12 missions de reconnaissance.
- 10 novembre 1940 : Libreville tombe aux mains des troupes du général de Gaulle. La 1re escadrille au cours d’une intervention à Libreville est faite prisonnière avec ses avions. Elle sera entièrement reconstituée à Bamako.
- 23 novembre 1940 : Un Caudron Luciole est affecté au groupe.
- décembre 1942/janvier 1943 : Transport de munitions à Marrakech.
- 12 janvier 1943 : Le groupe remet au 2/62 le drapeau de la 62e escadre qui lui avait été confié le 23 avril 1940.
- 25/28 juin 1943 : Le groupe participe à la lutte contre les sous-marins de l’Axe.
- Juillet 1943 : Transfert sur Casablanca.
- 13 août 1943 : Une partie du personnel rejoint Meknès et est affecté au GB 2/23 (futur « Guyenne »).
- 31 août 1943 : Dissolution du groupe à Rabat (TO no 5251/3/EM du 9 août 1943).

### Le GT 1/62 «Algérie»
- 1er août 1945 : Création du Groupe de transport (GT) 1/62, UAD, par INS no 4520-1/O.S/EMGA du 27 juillet 1945. Ce groupe est mis sur pied à Toussus le Noble par le Cdt Rivet, chargé du recrutement, et par le Cne Joussen, chargé du matériel.
- 1er mai 1946 : Création de la 62e escadre de transport (INS no 2794/EMGA/I/O du 20 avril 1946).
- 1er février 1947 : Le GT 1/62 prend la dénomination d’ « Algérie » (DM no 6636/EMAA/I/O du 18 novembre 1946 et DM no 509/EMAA/I/O du 12 février 1947).
- 9 juillet 1951 : Cérémonie de remise du fanion au GT 1/62.
- 30 juin 1952 : Mise en place de 4 avions à Tunis pour « guerre de Tunisie ».
- 25 février 1952 : Fin de la guerre de Tunisie.
- 1er septembre 1955 : Création du sous-GMMTA en AFN qui comprend le GT 1/62 « Algérie » à Alger et le GT 2/62 « Anjou » à Blida équipés de Noratlas.
- 1956 : Opérations à Chypre.
- 1er octobre 1963 : Le GT 1/62 devient Escadron de transport (ET) 1/62 et prend le nom de « Vercors » (lettre no 741/SHAA du 1er octobre 1963).
- 1er septembre 1978 : L’ET 1/62 devient ET 2/63 « Vercors » sur la base de Toulouse.
- 24 juin 1981 : Arrivée de deux DHC 6 « Twin Otter ».
- 1er octobre 1986 : Dissolution de l’ET 2/63 (décision no 115/DEF/EMAA/1/ORG/DR du 20 janvier 1986).
- 1er août 1993 : Création de l’Escadron de transport léger (ETL) 1/62 sur la base de Creil (décision no 83/DEF/EMAA/1.PERS/ORG/DR du 13 janvier 1993).
- 7 septembre 1993 : Par décision no 2773/DEF/EMAA/OPS/AA, l’ETL 1/62 hérite des traditions de l’ET 2/63 « Vercors ».
- 1er novembre 1996 : L’ETL 1/62 « Vercors » devient ET 1/62 « Vercors ».
- 29 octobre 1998 : Par décision no 1741/DEF/CAB/SDBC/CDG, l’ET 1/62 « Vercors » hérite des traditions de l’ET 2/63 « Vercors ».

## Chefs Successifs
| Groupe 4/37 (1921-1934) :           | du : | au :'       |
| ----------------------------------- | ---- | ----------- |
| CNE de Premorel                     | 1921 |             |
| CDT Mezergues ; second : CNE Jaille | 1923 | 15 mai 1925 |
| CDT Duhil de Benage                 | 1927 | 22 mai 1933 |

| 1er Groupe de la 2e ENM (1934-1937) : | du : | au : |
| ------------------------------------- | ---- | ---- |
| CDT Pruneau                           | 1934 |      |
| CDT Schmitter                         |      |      |

| GB 1/62 (1937-1943) :                    | du :             | au :             |
| ---------------------------------------- | ---------------- | ---------------- |
| CDT Piollet ; second : CNE Rocher        | octobre 1938     | 24 octobre 1939  |
| CNE Cheron                               | 24 octobre 1939  | 22 novembre 1939 |
| CDT Fourestier ; second : CDT du Jonchay | 22 novembre 1939 | janvier 1941     |
| CDT Batistelli                           | janvier 1941     | mars1942         |
| CDT Allemand                             | mars 1942        | juin 1943        |
| CNE Perrier                              | juin 1943        | 31 août 1943     |

| GT 1/62 « Algérie » (1945-1963) :                  | du :              | au :              |
| -------------------------------------------------- | ----------------- | ----------------- |
| CDT Joussen ; second : CNE Rivet, CNE Fortune      | 1 août 1945       | 19 février 1947   |
| CDT puis LCL Jacquier ; CDT Fortune                | 20 février 1947   | 26 novembre 1947  |
| CDT Fortune ; second : CDT Villedieux, CNE Laurent | 27 novembre 1947  | 6 avril 1949      |
| CDT Debras ; second : CDT Laurent                  | 7 avril 1949      | 14 septembre 1950 |
| CDT Gazzano ; second : CDT Saint-Dizier            | 15 septembre 1950 | 15 mars 1951      |
| CDT Descaves ; second : CDT Saint-Dizier           | 16 mars 1951      | 27 juin 1952      |
| CDT Farcot                                         | 28 jin 1952       | 9 février 1954    |
| CDT Roy                                            | 10 février 1954   | 24 septembre 1955 |
| CDT Blanchet                                       | 25 septembre 1955 | 11 avril 1957     |
| CDT Foixet                                         | 12 avril 1957     | 25 août 1958      |
| CDT Cretinon                                       | 29 août 1959      | 31 mai 1961       |
| CDT Pestre                                         | 1 juin 1961       | 23 septembre 1961 |
| CDT Guignard                                       | 24 septembre 1961 | octobre 1962      |
| CDT Poux                                           | 18 octobre 1962   | août 1963         |

| ET 1/62 « Vercors » (1963-1978) : | du :           | au :           |
| --------------------------------- | -------------- | -------------- |
| CDT Treguet                       | 1 août 1963    | août 1964      |
| CDT Duvent                        | septembre 1964 | septembre 1965 |
| CDT Henric                        | septembre 1965 | septembre 1966 |
| CDT Lorenzoni                     | septembre 1966 | septembre 1967 |
| CDT Bellorgey                     | septembre 1967 | septembre 1968 |
| CDT Roubion                       | septembre 1968 | septembre 1969 |
| CDT Debrach ; second : CDT Ronk   | septembre 1969 | septembre 1970 |
| CDT Ronk                          | septembre 1970 | septembre 1971 |
| CDT Defosse                       | septembre 1971 | septembre 1972 |
| CDT Asselin                       | septembre 1972 | septembre 1973 |
| CDT Cochennec                     | septembre 1973 | septembre 1974 |
| CDT de Sacy                       | septembre 1974 | juin 1976      |
| CDT Druesne                       | 25 juin 1976   | septembre 1977 |
| CDT Torres                        | septembre 1977 | juin 1978      |

| ET 2/63 « Vercors » (1978-1986) : | du :           | au :           |
| --------------------------------- | -------------- | -------------- |
| CDT Torres                        | juillet 1978   | juillet 1979   |
| CDT Dufourny                      | juillet 1979   | septembre 1980 |
| CDT Derusco ; second : CDT Canton | septembre 1980 | septembre 1981 |
| CDT Canton                        | septembre 1981 | mai 1982       |
| CDT Busvelle                      | mai 1982       | septembre 1983 |
| CDT L’Hote                        | septembre 1983 | septembre 1984 |
| CDT Stadelmann                    | septembre 1984 | septembre 1985 |
| CDT Marty                         | septembre 1985 | octobre 1986   |